# 王式廉
王式廉（：／，？—949年2月7日（高麗定宗四年陰曆正月初七）），高麗王朝初期官員，為高麗太祖的從弟。
王式廉是三重大匡王平達之子，為人忠勇勤恪。初為軍部書史，多所遷歷。高麗太祖認為平壤荒廢，遷徙百姓實其地，派王式廉前去擔任鎮將。又建立安水、興德等鎮有功，轉任佐丞。王式廉長年鎮守平壤，常常以守衛社稷和開拓封疆為己任。高麗惠宗得病臥床，王規圖謀叛亂，定宗秘密與王式廉商量應對之計。王規叛亂後，王式廉率軍自平壤來到開京守衛，王規不敢動，於是誅殺了王規等三百餘人，獲得定宗的倚重和褒獎，賜匡國翊贊功臣，加大丞之號。定宗四年病卒，諡威靜，贈虎騎尉太師、三重大匡、開國公，配享定宗廟庭。有二子：含允、含順。

## 影視形象
- 《太祖王建》(KBS, 2000年~2002年, 演員:정국진)
- 《帝國的早晨》(KBS, 2002年~2003年, 演員:金兴基)
- 《輝煌或瘋狂》(MBC, 2015年~2015年, 演員:이덕화)
- 《月之戀人－步步驚心：麗》(SBS, 2016年~2016年, 演員:박정학)